# Fuglenes Danmark
Fuglenes Danmark er Dansk Ornitologisk Forenings hidtil største atlasundersøgelse, og dækkede 264 i Danmark regelmæssigt forekommende yngle- og trækfugles status i Danmark. Undersøgelsen gennemførtes i årene 1993-1996 og byggede på observationer fra mere end 1100 feltornitologer. I undersøgelsen inddeltes Danmark i 2169 atlaskvadrater på hver 5 km × 5 km. Dette udgangspunkt var præcis det samme som den første atlasundersøgelse, der fandt sted i årene 1971-1974. I modsætning til den første undersøgelse bestod Fuglenes Danmark udover atlasundersøgelsen også af punktoptælling, lokalitetsregistrering samt småbiotopsundersøgelse.
I 1998 udkom bogen Fuglenes Danmark på mere end 800 sider og med mere end 270 farvetegninger af Jens Overgaard Christensen.
Projektet blev ledet af cand.scient. Michael Borch Grell som var faglig ansvarlig samt Morten Nielsen som projektkoordinator.